# (5993) Tammydickinson
(5993) Tammydickinson es un asteroide perteneciente al cinturón de asteroides, región del sistema solar que se encuentra entre las órbitas de Marte y Júpiter, descubierto el 2 de marzo de 1981 por Schelte John Bus desde el Observatorio de Siding Spring, Nueva Gales del Sur, Australia.

## Designación y nombre
Designado provisionalmente como 1981 EU22. Fue nombrado Tammydickinson en homenaje a Tamara Dickinson, ha participado activamente en la investigación de rocas lunares y meteoritos aubríticos. Fue una firme defensora de la ciencia planetaria en varios roles de gestión de proyectos en la NASA, la National Science Foundation y el National Research Council.

## Características orbitales
Tammydickinson está situado a una distancia media del Sol de 2,176 ua, pudiendo alejarse hasta 2,323 ua y acercarse hasta 2,028 ua. Su excentricidad es 0,067 y la inclinación orbital 1,924 grados. Emplea 1172,66 días en completar una órbita alrededor del Sol.

## Características físicas
La magnitud absoluta de Tammydickinson es 14. Tiene   km de diámetro y su albedo se estima en  . 